# Трбук
Трбук је насељено мјесто у граду Добој, Република Српска, БиХ. Према попису становништва из 1991. у насељу је живјело 282 становника, док по попису из 2013. ту живи 149 становника.

## Географија
Географска обиљежја овог села су идентична географским обиљежјима цијелог Озрена. Село је смјештено у долини ријеке Босне, која га одваја од бошњачког мјеста Шије и Федерације БиХ. Над Трбуком доминира неколико брда: Шиљак, Градић, Бајића брдо, Гарића коса и Шајин камен. Уз Босну се налази плодно земљиште, које служи за пољопривреду. Поред Босне, која је главни водоток у селу, постоје и рјечице Осојница и Мачков поток.

## Историја
Име "Трбук" је везано за једну стару легенду. Сматра се да је на брду Градић, које доминира над селом, некада живјела нека трудница, која је имала своје чуваре. Ти чувари су називани "чуварима трбуха", да би се касније извукао сам назив за ово село. Трбук је прву основну школу добио 1911. године, залагањем угледног Осојничанина Пере Симића-Вукељића, који је путовао по цијелој тадашњој Аустроугарској. Прва учитељица је била Тешњанка Савка Стевановић (или Стефановић).
Вихор Првог свјетског рата захватио је и ово озренско село. У Краљевини СХС, насталој 1. децембра 1918, нашла су се и Босна и Херцеговина, а самим тим и Озрен. Трбучка школа је наставила с радом. Крајем 1930-их година, у школу је дошла учитељица Душанка Вајић, рођена 1911. године у Бољанићу. Њено залагање и труд за школу, а и цијело село, било је велико. Она је, такође, била комунистичких увјерења и образовала је младе Трбучане према комунистичкој идеологији. Погинула је крајем 1943. у Срему. Храброј учитељици је 1969. подигнута спомен-биста испред трбучке школе, гдје се и данас налази.
10. септембра 1941, здружене усташко-њемачке снаге, након масакра у Рјечици, напале су Трбук и спалиле га до темеља. Иначе, у селу су дјеловали и озренски четници под командом Цвијетина Тодића и партизански одред под командом Тоше Вујасновића. Комунисти су 1945. побиједили, а Тодић је стријељан 1947. близу Раковца код Маглаја.
Након рата, село је доживјело убрзан развој. Године 1947. пробијени су тунели Градић и Шиљак, за потребе новоизграђене жељезничке пруге Шамац-Сарајево, а 1977. је изграђен и други колосијек ове пруге. Године 1948. изграђена је сеоска четворогодишња школа, а 1959. и осмољетка, која је добила име "Душанка Вајић". Обје школе су радиле паралелно. ОШ "Душанка Вајић" је била централна школа до изградње ОШ "Братство-јединство" у Доњој Пакленици 1974. године. Након почетка грађанског рата у бившој Југославији, назив "Душанка Вајић" је укинут. Школа је припојена ОШ "Свети Сава" Добој као подручно одјељење. Од 2001. школа се зове "Озрен" и подручно је одјељење централне школе из Доње Пакленице.
Године 1961, на 20-годишњицу партизанског устанка, изграђено је Партизанско гробље у центру села. То је спомен-парк погинулим партизанима овдашњег краја.
Трбук је 1998. добио и цркву, која је посвећена Светом Сисоју.
Трбук се до 1992. налазио у саставу општине Маглај. Након почетка рата, села Трбук, Осојница, Стријежевица и Јабучић Поље припојена су добојској општини, у чијем саставу се и данас налазе. На неким географским картама и данас сe ова села могу видјети као саставни дио маглајске општине.
16. и 17. маја 2014. Трбук нису заобишле велике поплаве које су погодиле Босну и Херцеговину. Заплављено је око десетак домаћинстава. Пољопривредно обрадиве површине уз ријеку Босну и уз локални каменолом су, такође, уништене.

## Становништво
| Демографија | Демографија | Демографија |
| Година      | Становника  | Становника  |
| ----------- | ----------- | ----------- |
| 1971.       | 266         |             |
| 1981.       | 275         |             |
| 1991.       | 282         |             |
| 2013.       | 149         |             |